# Vidstrup (parochie)
Vidstrup is een parochie van de Deense Volkskerk in de Deense gemeente Hjørring. De parochie maakt deel uit van het bisdom Aalborg en telt 342 kerkleden op een bevolking van 369 (2004).
Historisch was de parochie deel van de herred Vennebjerg. In 1970 werd Vidstrup toegevoegd aan de nieuwe gemeente Hirtshals, die in 2007 opging in het vergrote Hjørring.
Asdal · Astrup · Bindslev · Bjergby · Byrum · Hals · Hirtshals · Hørmested · Horne · Lendum · Mosbjerg · Mygdal · Sindal · Sørig · Tolne · Tornby · Tversted · Uggerby · Ugilt · Vesterø · Vidstrup